# Кругервил (Тексас)
Кругервил (енгл. Krugerville) град је у америчкој савезној држави Тексас. По попису становништва из 2010. у њему је живело 1.662 становника.

## Демографија
Према попису становништва из 2010. у граду је живело 1.662 становника, што је 759 (84,1%) становника више него 2000. године.
| Група             | 2000.       | 2010.         |
| Белци             | 833 (92,2%) | 1.472 (88,6%) |
| Афроамериканци    | 0 (0,0%)    | 9 (0,5%)      |
| Азијати           | 0 (0,0%)    | 8 (0,5%)      |
| Хиспаноамериканци | 51 (5,6%)   | 144 (8,7%)    |
| Укупно            | 903         | 1.662         |